# United States Pacific Fleet
La Flotta del Pacifico degli Stati Uniti (in inglese United States Pacific Fleet, USPACFLT) è una componente dell'United States Navy responsabile di tutte le sue unità navali di superficie, sottomarine e forze aeree navali dislocate nell'Oceano Pacifico e in parte dell'Oceano Indiano. Fornisce inoltre le forze navali al comando di teatro dello U.S. Pacific Command. Il quartier generale è situato presso la base navale di Pearl Harbor,  nelle Hawaii, con grandi strutture secondarie nella base navale di San Diego, in California.

## Organizzazione
La Flotta ha l'autorità sui seguenti comandi subordinati:
- Comandi operativi. Ogni unità viene assegnata ad uno di essi in base a dove è situata la propria zona delle operazioni.
  - Terza Flotta - Area di responsabilità: Oceano Pacifico orientale;
  - Settima Flotta - Area di responsabilità: Oceano Pacifico occidentale e parte dell'Oceano Indiano.
- Comandi per tipo:
  - Forza navale di superficie della Flotta del Pacifico;
  - Forza sottomarina della Flotta del Pacifico;
  - Forza Aerea Navale del Pacifico.

## Comandi per Tipo
I comandi per tipo hanno il controllo delle loro unità durante la fase iniziale e intermedia del ciclo di addestramento fino a quando queste non vengono trasferite ai comandi operativi di flotta.

### Forza navale di superficie della Flotta del Pacifico (NAVSURFPAC)
- 1 Nave comando classe Blue Ridge;
- 7 Portaerei nucleari classe Nimitz;
- 9 Incrociatori lanciamissili AEGIS classe Ticonderoga;
- 39 Cacciatorpediniere lanciamissili AEGIS classe Arleigh Burke;
- 2 Cacciatorpediniere lanciamissili classe Zumwalt;
- 2 Navi d'assalto anfibio portaelicotteri classe America;
- 5 Navi d'assalto anfibio portaelicotteri con bacino allagabile classe Wasp;
- 7 Navi da trasporto anfibio con bacino allagabile classe San Antonio;
- 4 Navi da sbarco anfibio con bacino allagabile classe Whidbey Island;
- 2 Navi da sbarco anfibio con bacino allagabile classe Harpers Ferry;
- 10 Navi da combattimento costiero classe Independence;
- 3 Navi da combattimento costiero classe Freedom;
- 7 Cacciamine classe Avenger.

#### Unità navali del Military Sealift Command sotto il controllo della Flotta del Pacifico
- 2 Navi supporto per Sottomarini classe Emory S.Land;
- 7 Navi munizioni classe Lewis and Clark;
- 8 Petroliere e rifornimento di flotta classe Henry J.Kaiser;
- 5 Navi sorveglianza classe Victorious;
- 2 Rimorchiatori oceanici.

### Forza sottomarina della Flotta del Pacifico (SUBPAC)
- 16 Sottomarini d'attacco classe Los Angeles;
- 10 Sottomarini d'attacco classe Virginia;
- 3 Sottomarini d'attacco classe Seawolf;
- 7 Sottomarini lanciamissili balistici classe Ohio;
- 3 Sottomarini lanciamissili da crociera classe Ohio modificata.

### Forza Aerea Navale (NAVAIRFOR), BaseCoronado,California

#### Forza Aerea Navale della Flotta del Pacifico (AIRPAC)

##### Naval Aviation Warfighting Development Center (NAWDC), Base NAS Fallon, Nevada
- Fighter Squadron Composite VFC-13 - Equipaggiato con F-16 Fighting Falcon
- Navy Fighter Weapons School TOPGUN, NAS Miramar
- Carrier Airborne Early Warning Weapons School TOPDOME

##### Strike Fighter Wing Pacific (STRKFIGHTWINGPAC) - Base NASLemoore,California
- Oltre ai 18 squadron d'attacco (VFA) assegnati ai 5 Carrier Air Wings (CVW), lo stormo controlla:
  -   Fleet Replacement Squadron VFA-122, codice NJ - Addestramento avanzato equipaggiato con tutte le varianti del McDonnell Douglas F/A-18 Hornet
  -   Fleet Replacement Squadron VFA-125, codice NJ - Addestramento avanzato equipaggiato con Lockheed Martin F-35C Lightning II
  -  Squadron VFA-115 - in fase di passaggio al Lockheed Martin F-35C Lightning II, e non assegnato a nessuna flotta.
  - Strike Fighter Weapons School Pacific

##### Airborne Command and Control Logistic Wing (COMACCLOGWING)
- Oltre ai 9 squadron di allerta precoce (VAW) assegnati ai Carrier Air Wings (CVW), compresi quelli della flotta dell'Atlantico, lo stormo controlla:
  -  Fleet Replacement Squadron VAW-120, codice NJ - Addestramento avanzato equipaggiato con Grumman E-2 Hawkeye.
  -  Squadron VRC-30 - Equipaggiato con Grumman C-2 Greyhound. Lo squadron è diviso in cinque distaccamenti, assegnato ognuno ad un Carrier Air Wing della Flotta del Pacifico. È in corso un programma di sostituzione con i CMV-22B del Fleet Logistics Multi-Mission Wing.
  -  Squadron VRC-40 - Equipaggiato con Grumman C-2 Greyhound. Lo squadron è diviso in quattro distaccamenti, assegnato ognuno ad un Carrier Air Wing della Flotta dell'Atlantico.
  -  Fleet Replacement Squadron VUQ-10 - Equipaggiato con Boeing MQ-25 Stingray - Base NAS Point Mugu, California

##### Fleet Logistics Multi-Mission Wing (VRMWING)
- Squadron VRM-30, codice DC - Equipaggiato con Bell Boeing CMV-22B Osprey - Base North Island, California
- Squadron VRM-40, codice JM - Equipaggiato con Bell Boeing CMV-22B Osprey - Base Norfolk, Virginia
- Fleet Replacement Squadron VRM-50, codice SB - Equipaggiato con Bell Boeing CMV-22B Osprey - Base North Island, California

##### Patrol and Reconnaissance Group Pacific (PATRECONGRU) - Base NAS Whidbey Island, Washington
- Patrol and Reconnaissance Wing ten (CPRW-10) 
  -  Tactical Operations Squadron ten (TOCRON-10) 
    - TOCRON-10 Detachment, NAS Kaneohe Bay, Hawaii
    - Mobile Tactical Operations Detachment two (MTOD-2)
    - Mobile Tactical Operations Detachment four (MTOD-4)
    - Mobile Tactical Operations Detachment six (MTOD-6)
    - Mobile Tactical Operations Detachment eight (MTOD-8)
    - Mobile Tactical Operations Detachment ten (MTOD-10)
    - Mobile Tactical Operations Detachment twelve (MTOD-12)

  -  Squadron VQ-1, codice PR - Equipaggiato con Lockheed EP-3E Orion
  -  Squadron VP-1, codice YB - Equipaggiato con Boeing P-8 Poseidon
  -  Squadron VP-4, codice YD - Equipaggiato con Boeing P-8 Poseidon
  -  Squadron VP-40, codice QE - Equipaggiato con Boeing P-8 Poseidon
  -  Squadron VP-46, codice RC - Equipaggiato con Boeing P-8 Poseidon
  -  Squadron VP-47, codice RD - Equipaggiato con Boeing P-8 Poseidon
  -  Squadron VP-69 (Naval Reserve), codice PJ - Equipaggiato con Boeing P-8 Poseidon
  -  Squadron VP-9, codice PD - Equipaggiato con Boeing P-8 Poseidon - Base Atsugi, Giappone
  -  Unmanned Patrol Squadron VUP-11, codice LE - Sarà equipaggiato con MQ-4C Triton a partire dal 2026

#### Electronic Attack Wing Pacific (VAQWINGPAC), Base NAS Whidbey Island,Washington
- Oltre ai 9 squadron di guerra elettronica (VAQ) assegnati ai  Carrier Air Wings (CVW), compresi quelli della flotta dell'Atlantico, lo stormo controlla:
  -  Fleet Replacement Squadron VAQ-129, codice NJ - Addestramento avanzato equipaggiato con Boeing E/A-18G Growler
  -  Squadron VAQ-131, codice NL - Equipaggiato con Boeing E/A-18G Growler - Base NAS Whidbey Island, Washington
  -  Squadron VAQ-132, codice NL - Equipaggiato con Boeing E/A-18G Growler - Base Misawa Air Base, Giappone
  -  Squadron VAQ-134, codice NL - Equipaggiato con Boeing E/A-18G Growler - Base Spangdahlem, Germania
  -  Squadron VAQ-135, codice NL - Equipaggiato con Boeing E/A-18G Growler - Base Misawa Air Base, Giappone
  -  Squadron VAQ-138, codice NL - Equipaggiato con Boeing E/A-18G Growler - Base Misawa Air Base, Giappone
  - Electronic Attack Weapons School

##### Strategic Communication Wing One (COMSTRATCOMWING 1),Tinker Air Force Base,Oklahoma
- Take Charge and Move Out (TACAMO) Weapons School
- Squadron VQ-3 equipaggiato con Boeing E-6 Mercury
  - Detachment Travis Air Force Base, California
  - Detachment Offutt Air Force Base, Nebraska
- Squadron VQ-4 equipaggiato con Boeing E-6 Mercury
  - Detachment NAS Patuxent River, Maryland
- Fleet Replacement Squadron VQ-7 di addestramento avanzato equipaggiato con Boeing E-6 Mercury

##### Helicopter Sea Combat Wing Pacific (HELSEACOMBATWINGPAC)
- Oltre ai 5 squadron di supporto elicotteristico (HSC) assegnati ai 5 Carrier Air Wings (CVW), lo stormo controlla:
  -  Fleet Replacement Squadron HSC-3, codice SA - Addestramento avanzato equipaggiato con Sikorsky MH-60S Seahawk
    - Detachment Score

  -  Squadron HSC-21, codice VR - Equipaggiato con Sikorsky MH-60S Seahawk
  -  Squadron HSC-23, codice WC - Equipaggiato con Sikorsky MH-60S Seahawk
  -  Squadron HSC-25, codice RB - Equipaggiato con Sikorsky MH-60S Seahawk
  - Helicopter Sea Combat Weapons School Pacific
  -  Station Search and Rescue Whidbey, codice FW - Equipaggiato con 3 Sikorsky MH-60S Seahawk
  -  Station Search and Rescue Leemore, codice 7H - Equipaggiato con 4 Sikorsky MH-60S Seahawk

##### Helicopter Maritime Strike Wing Pacific (HELMARSTRIKEWINGPAC) - Base NAS North Island, California
- Oltre ai 5 squadron d'attacco marittimo elicotteristico (HSM) assegnati ai 5 Carrier Air Wings (CVW), lo stormo controlla:
  -  Fleet Replacement Squadron HSM-41, codice TS - Addestramento avanzato equipaggiato con Sikorsky MH-60R Seahawk
  -  Squadron HSM-35, codice TG - Equipaggiato con Sikorsky MH-60R Seahawk
  -  Squadron HSM-37, codice TH - Equipaggiato con Sikorsky MH-60R Seahawk
  -  Squadron HSM-49, codice TX - Equipaggiato con Sikorsky MH-60R Seahawk
  -  Squadron HSM-51, codice TA - Equipaggiato con Sikorsky MH-60R Seahawk
    - Detachment 11

  - Helicopter Maritime Strike Weapons School Pacific

### Navi attualmente non operative
- La portaerei USS George Washington (CVN-73) ha iniziato le attività di ristabilimento del combustibile nucleare della durata di 48 mesi il 4 agosto 2017[2]. Tornata in navigazione nel 2023, è previsto che sostituirà la USS Ronald Reagan nel 2025[3].
- La portaerei USS John C. Stennis (CVN-74) ha iniziato le attività di ristabilimento del combustibile nucleare della durata di 48 mesi il 7 maggio 2021.[4].
- USS Cape St. George (CG-71)
- USS Cowpens (CG-63)
- La portaelicotteri USS Bonhomme Richard (LHD-6) è stata parzialmente distrutta da un incendio avvenuto il 12 luglio 2020 mentre era soggetta a lavori di ammodernamento presso la base navale di San Diego[5].